# طريق تاكيت (رواية)
طريق تاكيت (بالإنجليزية: Tucket's Ride)‏هي الرواية الثالثة من سلسلة مغامرات تاكيت من المؤلف غاري بولسن. تبدأ أحداث الرواية بعد عامين من التقاط فرانسيس تاكيت من قبل عائلة باوني وبعد أن رعاه سيد الجبل جايسون غرايمز. يسعى تاكيت الآن إلى الوصول إلى ولاية أوريغون إلا أنه يشتبك في طريقه مع الجيوش المشاركة في حرب المكسيك. نشرت هذه الرواية عام 1997 من قبل دار راندوم هاوس.

ضمّت هذه الرواية إلى مجموعة قصصية لاحقًا سميت بمغامرات تاكيت جمبًا إلى جمب مع بقية روايات سلسلة تاكيت، وأطلقت إلى السوق عام 2003 بواسطة دار راندوم هاوس.